# Peter Horn (Bildhauer)

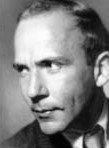
Peter Horn Werner (1908–1969)

Peter Horn  (* 8. April 1908 in München; † 11. April 1969 in Santiago de Chile) war ein deutsch-chilenischer Bildhauer auf dem Gebiet sakraler Kunst.

## Leben und Wirken
Horn studierte an der Bayerischen Akademie der Schönen Künste in München bei den Bildhauern Heinrich Waderé und Meike Blecker.
Er war 1932 durch ein Missverständnis nach Chile gekommen. Er hoffte auf ein vermeintliches, vom Bischof des Erzbistums La Serena in der chilenischen Küstenstadt La Serena ausgeschriebenes Stipendium, wobei sich allerdings herausstellte, dass der Bischof keine Künstler suchte, sondern Menschen, die sich zu einem religiösen Leben berufen fühlten. 
Um sich seine Rückfahrt in die Heimat zu verdienen, begann er, Decken und Wände von Kirchen zu bemalen und war damit so erfolgreich, dass er die folgenden vier Jahre damit beschäftigt war. 

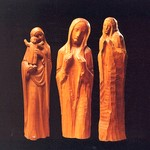
Skulptur 59 cm hoch in Madera

Nach einem einjährigen Aufenthalt in seiner Heimat schloss er sich 1937 den in Osorno lebenden Auslandsschweizern an, denen von der Regierung chilenische Bürgerrechte verliehen wurden. Peter Horn schnitzte damals den Gelöbnisspruch der Gruppe in der Vorhalle der Deutschen Schule Osorno in Holz.
Bei einem neuerlichen Aufenthalt in Deutschland begann der Krieg und er musste Kriegsdienst in Polen und Frankreich leisten. Später wurde er als Dolmetscher der in Russland kämpfenden Blauen Division mit spanischen Freiwilligen zugeteilt und geriet in sowjetische Kriegsgefangenschaft. Dort widmete er sich der Schnitzkunst, wobei er mangels Holz auch Pferdeknochen benutzte.
Nach dem Krieg ließ er sich zunächst in Ried im Innkreis nieder und zog später mit seiner Familien nach Passau. 1950 entschloss er sich zur dauerhaften Auswanderung nach Chile, wo er bis zu seinem Tod 1969 sehr produktiv war. 
Er lebte und arbeitete zunächst wieder in Osorno und übersiedelte 1957 in die Hauptstadt Santiago de Chile. Seine Werke fanden in Chile große Verbreitung. 

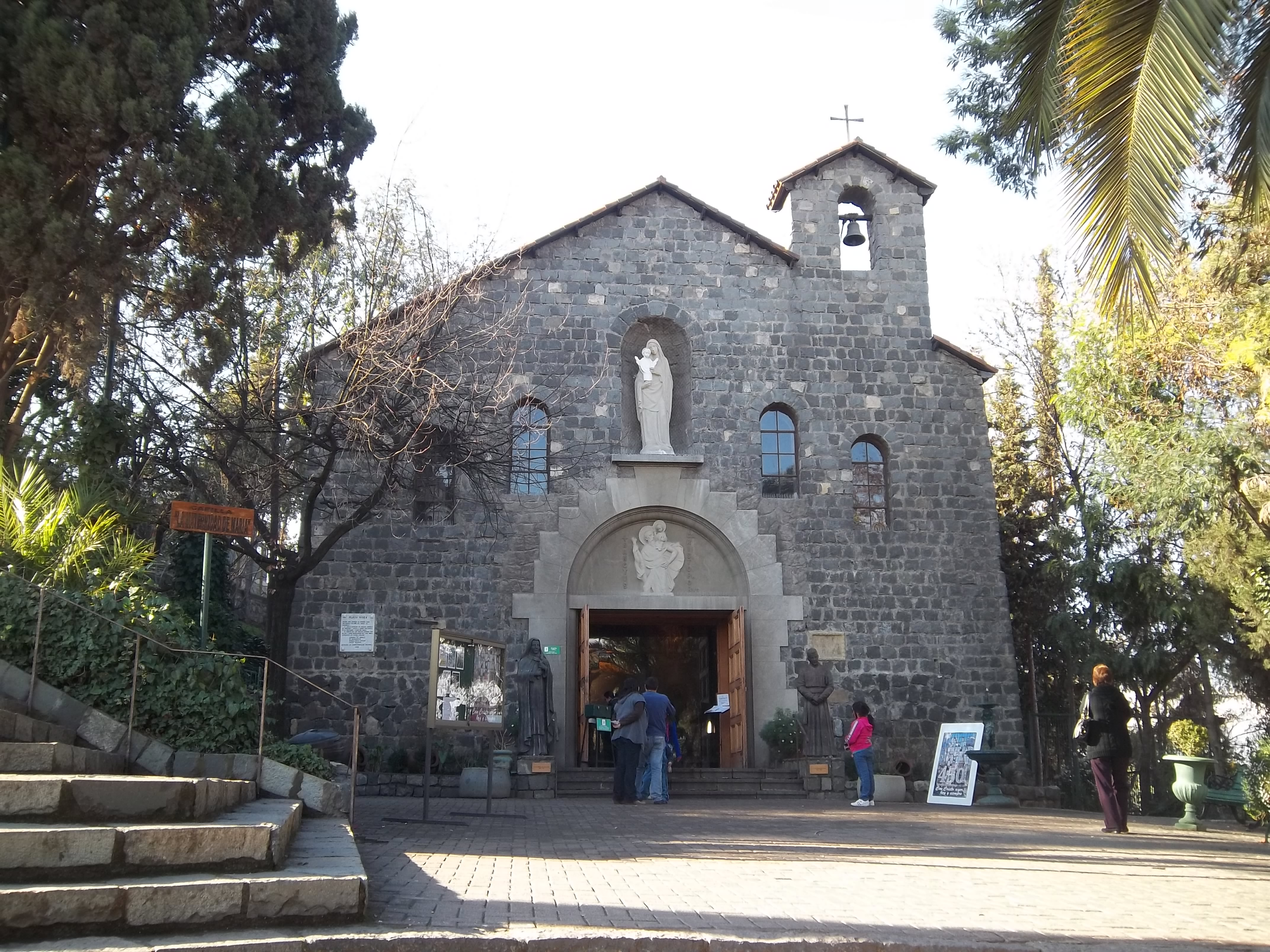
Maria-Empfängnis-Kapelle auf dem Cerro San Christóbal in Santiago de Chile mit Fresken, Reliefs und Skulpturen von Peter Horn

Zu seinen mittlerweile bekanntesten Werken zählen seine Arbeiten in und in der Umgebung von der Mariä-Empfängnis-Kapelle von San Christóbal am Gipfel des Cerro San Christóbal. Im Zuge von Restaurierungsarbeiten in der Zeit zwischen 2007 und 2010 (Kosten umgerechnet rund 130.000 Euro) wurde durch vergleichende Studien mit anderen Werken Horns in Chile und durch Erinnerungen von einem seiner Söhne, Gabriel, konnte die Urheberschaft an den Wandmalereien, Reliefs und an den Skulpturen in und außerhalb des Tempels nachgewiesen werden. Diese waren ursprünglich dem chilenischen Maler Pedro Subercaseaux Errázuriz zugeschrieben worden.
Horn war mit der aus Ried im Innkreis stammenden Malerin Josefine Feja-Horn (* 1913) verheiratet. Die beiden hatten sieben Kinder, darunter den Bildhauer Miguel Horn.

## Werke

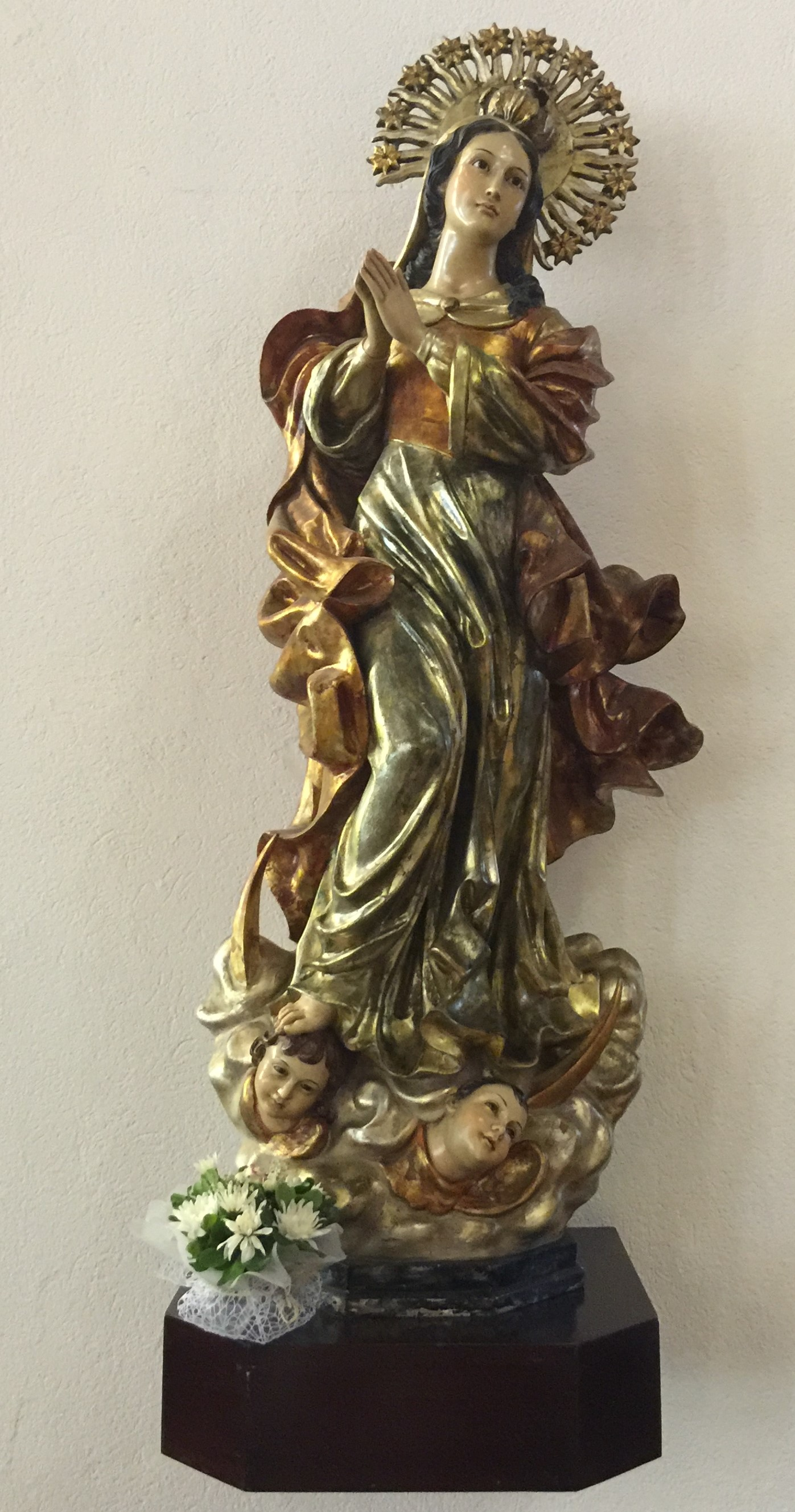
Sculptor Jungfrau Maria

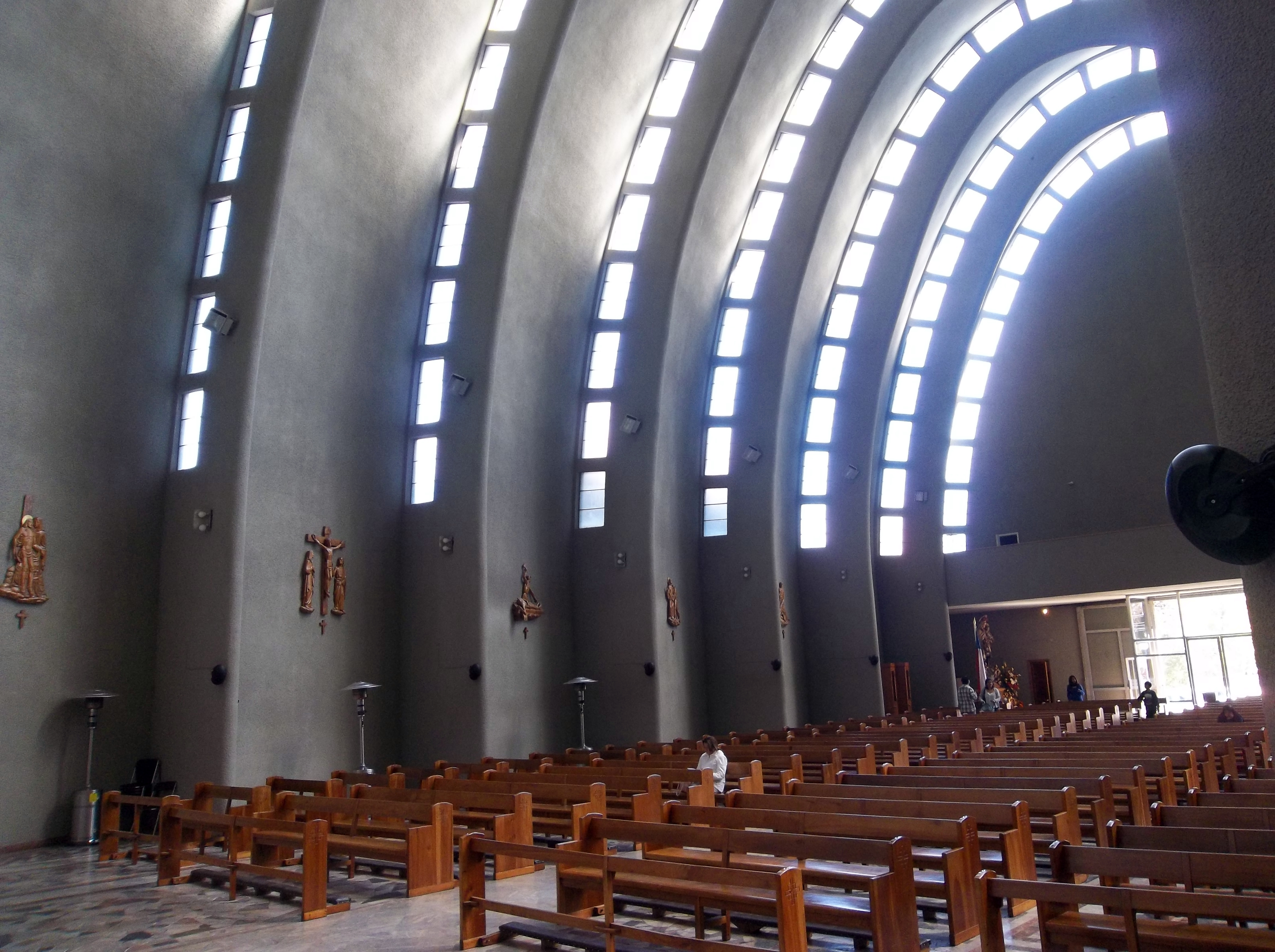
Von Peter Horn für die Kathedrale in Chillán geschaffener Kreuzweg

Zahlreiche Werke Horns im öffentlichen Raum befinden sich in Passau und Umgebung und in Santiago de Chile und Umgebung.
- Relief Tod des hl. Josef, Weihnachtskrippe in der Stadtpfarrkirche Ried im Innkreis[7]
- Riesiges Holzkreuz (Hölzerner Christus) in Rinconada de Silva (Rinconada de Los Andes), ca. neun m hoch und fünf m breit, Gewicht etwa 5.000 kg;[8] es gilt als Hauptattraktion des Dorfes und ist Ziel von regionalen Wallfahrten, der Standort bietet einen Panoramablick über das Tal des Río Aconcagua (1935)
- Holzkreuz in der lutherischen Kirche des Heiligen Kreuzes in Valparaíso[9]
- Holzkreuz vom Altar der Erlöserkirche in Providencia[10]
- Kreuzweg, Skulpturen, Altar, Statue der Jungfrau Maria in der katholischen Pfarrkirche von der unbefleckten Empfängnis in Vitacura[11]
- Kreuzweg und Holzskulpturen in der Kathedrale von Chillán (1950er-Jahre)[12]

## Ausstellungen
Ausstellungen mit Werken Horns fanden 1961 und 1996 in Santiago de Chile statt.